# The Life of Lord Roberts, V.C.
The Life of Lord Roberts, V.C. è un cortometraggio muto del 1914 diretto da George Pearson.

## Trama
La biografia di un militare di carriera.

## Produzione
Il film fu prodotto dalla G.B. Samuelson Productions.

## Distribuzione
Distribuito dalla Imperial, il film - un cortometraggio in tre bobine - uscì nelle sale cinematografiche britanniche nel dicembre 1914.